# Хемијска енергија
Хемијска енергија је облик енергије која се манифестује у хемијским трансформацијама, хемијским реакцијама. Хемијска енергија је потенцијал хемијске супстанце да подлегне трансформацији путем хемијске реакције или, да трансформише друге хемијске супстанце. Раскидање или формирање хемијских веза условљава промену нивоа енергије. Енергија може да буде апсорбована или ослобођена из хемијског система.